# Jadranko
Jadranko je moško osebno ime.

## Izvor imena
Ime Jadranko je različica imena Jadran.

## Pogostost imena
Po podatkih Statističnega urada Republike Slovenije je bilo na dan 31. decembra 2007 v Sloveniji število moških oseb z imenom Jadranko: 43.

## Osebni praznik
V koledarju je ime Jadranko uvrščeno k imenoma Jadran.